# 11913 Svarna
A 11913 Svarna (ideiglenes jelöléssel 1992 RD3) a Naprendszer kisbolygóövében található aszteroida. Eric Walter Elst fedezte fel 1992. szeptember 2-án.